# Triángulo de la violencia

Triángulo de Galtung.

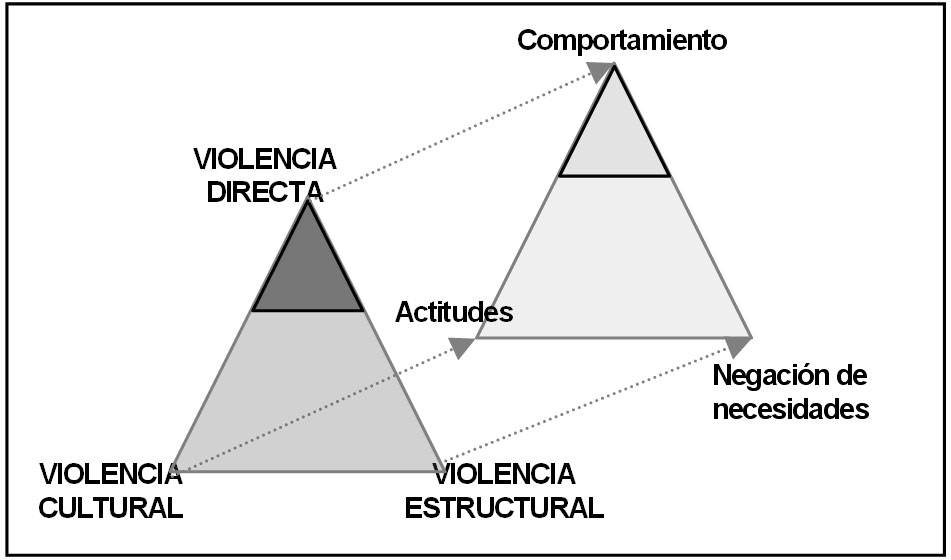
Triángulo de Galtung (teoría y práctica).

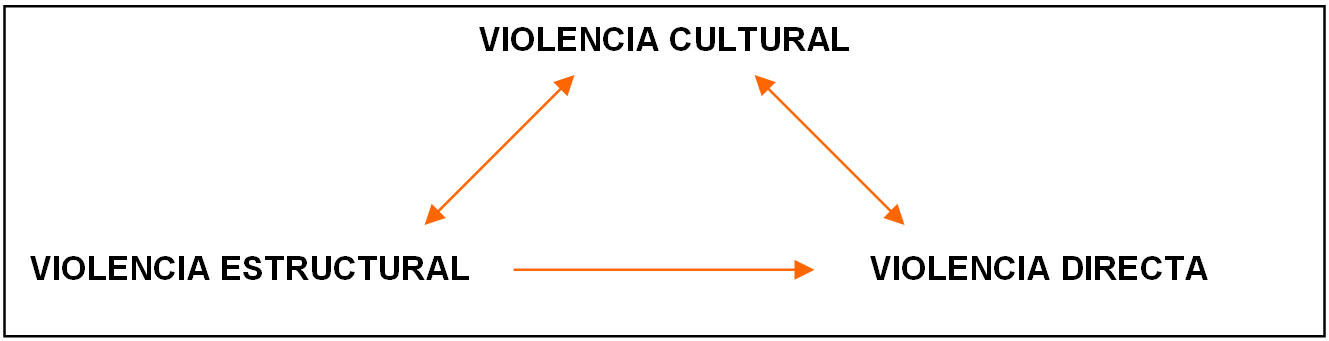
Relaciones entre los tipos de violencia del triángulo de Galtung.

El triángulo de la violencia es un concepto introducido por Johan Galtung para representar la dinámica de la generación de la violencia en conflictos sociales. Según Galtung, la violencia es como un iceberg, de modo que la violencia visible es solo una pequeña parte del conflicto. Disminuir o suprimirla supone actuar ante todos los tipos de violencia, que serían tres:
- La violencia directa, la cual es la más visible y se concreta con comportamientos y responde a actos de violencia.
- La violencia estructural, que se centra en el conjunto de estructuras que no permiten la satisfacción de las necesidades y se manifiesta, precisamente, en la negación de las necesidades.
- La violencia cultural, la cual crea un marco legitimador de la violencia y se concreta en actitudes.

A menudo, las causas de la violencia directa están relacionadas con situaciones de violencia estructural o justificadas por la violencia cultural: muchas situaciones son consecuencia de un abuso de poder que recae sobre un grupo oprimido, o de una situación de desigualdad social (económica, sanitaria, racial, etc,) y reciben el espaldarazo de discursos que justifican estas violencias.

## Violencia cultural
Esta forma de la violencia hace referencia a aspectos de la cultura que la legitiman a través del arte, la religión, la filosofía, el derecho, etc.
De los tres tipos de violencia (directa, estructural y cultural) la directa es clara y visible, por lo que resulta relativamente sencillo detectarla y combatirla. En cambio, la violencia cultural y la violencia estructural, son menos visibles, pues en ellas intervienen más factores, detectar su origen, prevención y remedio es más complicado.
Hacia los años 90 surge, de la mano del mismo Galtung, una nueva aproximación a la violencia al crearse el concepto de violencia cultural, que la define como una violencia, simbólica, que “se expresa desde infinidad de medios (simbolismos, religión, ideología, lenguaje, arte, ciencia, leyes, medios de comunicación, educación, etc.), y que cumple la función de legitimar la violencia directa y estructural, así como de inhibir o reprimir la respuesta de quienes la sufren, y ofrece justificaciones para que los seres humanos, a diferencia del resto de especies, se destruyan mutuamente y sean recompensados incluso por hacerlo”. Así, por ejemplo, se puede aceptar la violencia revolucionaria de grupos extremistas o en defensa de las ideologías totalitarias.
En el panorama sobre el tema de la violencia, la violencia estructural aportó una nueva visión, más dinámica, más procesual, más amplia, de la violencia de la que había hasta entonces. Pero aún quedaban incertidumbres por resolver: ¿por qué optaban las personas por el uso de la violencia aun cuando sus posibilidades de lograr una victoria que les beneficiase eran muy escasas, teniendo en cuenta que el poder siempre puede hacer uso de una violencia mayor, más planificada e incluso legalizada? ¿Por qué no se usan, habitualmente, fórmulas diferentes a la violencia? Las respuestas a estas preguntas vinieron del entorno cultural en el que todo ser humano se desarrolla y se educa. Estamos educados en una cultura de violencia, donde no se nos enseña, ni se nos permite, ver alternativas a la violencia. Porque en las escuelas y los demás medios de transmisión y reproducción de la cultura nos han enseñado la historia como una sucesión de guerras; estamos acostumbrados a que los conflictos se reprimen por la incuestionable autoridad paterna, o por la autoridad del macho sobre la hembra, o por las leyes nacionales o internacionales, o por la justificación de hechos terroristas, barricadas, saqueos e incendios; los medios de comunicación de masas nos venden como la única vía de solución de los conflictos internacionales el uso de los ejércitos, etc. Es decir, vivimos inmersos en una violencia constante, la cual se manifiesta a diario, en todos los ámbitos y a todos los niveles.
La violencia cultural se utiliza para lograr la aprobación de posturas fanáticas en lo ideológico, en lo económico, en las relaciones de género, en las relaciones con la naturaleza, etc. Se basa en un amplísimo entramado de valores que asumimos continuamente desde pequeños y que luego se refuerzan con las normas legales de la sociedad para inculcarnos una cultura opresiva porque es acrítica y delegadora y porque nos prepara para la colaboración pasiva y/o activa con estructuras injustas e insolidarias. Por tanto, el problema es que luchar contra este tipo de violencia es muy complicado, puesto que nuestra sociedad cultural nos acerca a la idea profunda de la visión negativa de los conflictos, de nuestra visión simple, miedosa e impuesta de la paz, con lo que encontrar alternativas a la manera de vivir y de actuar queda reducido y poco más.
Este concepto, no por ello este tipo de violencia, es relativamente nuevo. Por eso, con el paso del tiempo se han reconocido las grandísimas implicaciones que tiene la violencia cultural, incluso para resituarlo al lado, en igualdad de condiciones, con los otros tipos de violencia (directa y estructural).
Como ejemplos de violencia cultural encontramos: el de ideologías que justifican la violencia para alcanzar objetivos políticos mediante guerra de guerrillas o de atentados terroristas, así como la legitimidad otorgada al Estado para ejercer la violencia.

## Violencia directa
La violencia directa, física y verbal son visibles en forma de conductas, responde a actos de violencia y se concreta en comportamientos. Es la que realiza un emisor o actor intencionado (en concreto, una persona), y quien la sufre es un ser vivo dañado o herido física o mentalmente.
Entendiendo la violencia como la aplicación de métodos fuera de lo natural, nos referimos a un abuso de autoridad cuando alguien cree tener poder sobre otro, acto que sucede generalmente en las relaciones asimétricas. Si bien lo más visible de la violencia directa es la violencia física, manifestada a través de golpes que suelen dejar marcas en el cuerpo (hematomas y traumatismos), no por ello es la única que se practica, puesto que toda acción destructiva contra la naturaleza también debe de entenderse como violencia directa.
La acción humana no surge de la nada, tiene sus raíces; dos de ellas son indicativas para entender el punto en el que nos encontramos, donde la violencia forma parte de nuestra cotidianidad. La primera es la cultura de violencia (heroica, revolucionaria, patriarcal, etc.), y la segunda se refiere a la estructura violenta en sí misma, por ser demasiado represiva, explotadora o alienante, demasiado estricta o permisiva para la comodidad del pueblo.
La violencia directa tiene como principal característica diferenciadora que es una violencia visible en lo que se refiere a muchos de sus efectos; básicamente los efectos materiales. Sin embargo, también es cierto que algunos efectos aparecen más o menos invisibles (odios, traumas psicológicos, sufrimientos, relaciones internacionales injustas, adicción a una cultura violenta, concepciones culturales como la de «enemigo», la lucha de clases, etc.) y, aunque son igual de graves, no se suelen considerar tan importancia como los efectos materiales.
De violencia directa podemos diferenciar tres tipos, dependiendo contra quien atente:
- Toda aquella acción agresiva o destructiva contra la naturaleza (daños contra la biodiversidad, contaminación de espacios naturales, etc.).
- Contra las personas (violaciones, asesinatos, robos, violencia de género, violencia en la familia, violencia verbal y/o psicológica, etc.),
- Contra la colectividad (daños materiales contra edificios, infraestructuras, guerras, terrorismo, etc.).

Aunque sería muy común pensar que la violencia directa es la peor de todas las violencias, puesto que es la más conocida, no es cierto ya que esta es visible, por tanto más fácil de identificar y de actuar contra ella. También, este tipo de violencia es la manifestación de algo, y no el origen. Es precisamente en los orígenes donde se deben buscar las causas y atacar para derrocarlas. La violencia directa no mata tantas personas como las otras dos (cultural y estructural).
Según Galtung, la violencia directa es un concepto muy relacionado con dos concepciones erróneas: la identificación de la violencia con la ausencia de paz (donde no hay paz, hay violencia) y con la concepción del conflicto humano, social o natural como algo totalmente negativo. Por tanto, como respuesta a estas ideas y manera de entender la violencia se han desarrollado una serie de mecanismos represivos y punitivos para regular legalmente las situaciones de violencia que se dan a diario, en la vida, en las relaciones sociales y/o internacionales. De este modo han surgido legislaciones, leyes, ejércitos, policía, cárceles, etc. para hacer cumplir la legalidad estrictamente.
Esto nos vuelve a acercar a la idea anteriormente comentada de que todo sistema asume como obvio, instaurado e inevitable la existencia cotidiana de los conflictos. Galtung en plantea que así no se avanza en la forma de encarar los conflictos, ya que la represión sigue transmitiendo sólo una visión negativa del conflicto [cita requerida].
Existen numerosos ejemplos de violencia directa, por ejemplo: un militar apaleando a una persona, el enfrentamiento entre un policía y un delincuente, una persona asesinada, un terrorista enfrentándose con metralleta a un militar, una mujer violada.

## Violencia estructural
La violencia estructural está originada por todo un conjunto de estructuras, tanto físicas como organizativas, que no permiten la satisfacción de las necesidades. Esta es la peor de las tres violencias (cultural, directa y estructural), porque es el origen, es la más dañina y como es complicado identificarla es difícil luchar contra ella. Si en un problema siempre una parte sale ganando a costa de la otra, esto no es un conflicto sino que es violencia estructural. Por tanto, nos encontramos ante un grave problema.
Para poder responder a cuestiones como, por ejemplo, que es lo que ha ocurrido para que estalle una guerra en un país que hasta entonces habíamos creído pacífico, a inicios de la década de los años 70’ del siglo XX, Galtung y otros desarrollaron el concepto de violencia estructural, concepto que avanza a una visión de violencia más dinámica y más invisible definiéndose así: “aquello que provoca que las realizaciones efectivas, somáticas y mentales, de los seres humanos estén por debajo de sus realizaciones potenciales”.
El término violencia estructural es aplicable en aquellas situaciones en las que se produce un daño en la satisfacción de las necesidades humanas básicas (supervivencia, bienestar, identidad o libertad) como resultado de los procesos de estratificación social, por tanto, no hay la necesidad de violencia directa. El término violencia estructural remite a la existencia de un conflicto entre dos o más grupos sociales (normalmente caracterizados en términos de género, etnia, clase nacionalidad, edad u otros) en el que el reparto, acceso o posibilidad de uso de los recursos es resuelto sistemáticamente a favor de alguna de las partes y en perjuicio de las demás, debido a los mecanismos de estratificación social.
La importancia y utilidad del término violencia estructural se encuentra en el reconocimiento de la existencia de conflicto en el uso de los recursos materiales y sociales y como tal, es útil para entender y relacionarlo con manifestaciones de violencia directa (cuando alguno de los grupos quiere cambiar o reforzar su posición en la situación conflictiva por la vía de la fuerza) o de violencia cultural (legitimaciones de las otras dos formas de violencia, como, por ejemplo, el racismo, sexismo, clasismo o eurocentrismo).
La violencia estructural sería un tipo de violencia indirecta, es decir, las acciones que provocan el hambre en el mundo, por ejemplo. Esto provocaría que las causas que producen la violencia estructural no sean visibles con evidencia en algunos casos o en un análisis poco profundo y, por consiguiente que sea más difícil y complicado enfrentarse a este tipo de violencia. Por el contrario, la violencia directa, al ser la más visible de todas permite con mayor facilidad afrontarse a ella.
La violencia Estructural se manifiesta cuando no hay un emisor o una persona concreta que haya efectuado el acto de violencia sino que es una estructura y se concreta en la negación de necesidades. También puede decirse que esta violencia es la suma total de todos los choques incrustados en las estructuras sociales y mundiales, cementados y solidificados, de tal forma que los resultados injustos y desiguales son casi inalterables.
La violencia estructural se subdivide en interna y externa:
- La interna emana de la estructura de la personalidad de cada uno.
- La externa proviene de la propia estructura social, ya sea entre seres humanos o sociedades. De acuerdo con Galtung, las dos principales formas de violencia estructural externa, a partir de la política y la economía, son: represión y explotación. Ambas actúan sobre el cuerpo y la mente, y aunque no sea consuelo para las víctimas, no necesariamente son intencionadas.

Por otro lado, también se han descrito dos tipos de violencia estructural, la vertical y la horizontal:
- Vertical: “es la represión política, la explotación económica o la alienación cultural, que violan las necesidades de libertad, bienestar e identidad, respectivamente”.
- Horizontal: “separa a la gente que quiere vivir junta, o junta a la gente que quiere vivir separada. Viola la necesidad de identidad”.

Se consideran casos de violencia estructural aquellos en los que el sistema causa hambre, miseria, enfermedad o incluso muerte, a la población. Son ejemplos los sistemas cuyos estados o países no aportan las necesidades básicas a su población. Está representada por las numerosas situaciones de injusticia que se observan: mientras unos/as comen y beben en abundancia, otros/as revuelven en la basura, no tienen qué comer, piden limosna, etc. Otros ejemplos claros de Violencia Estructural los encontramos en el apartheid, en el hambre mundial, la falta de accesso, la obligatoriedad del servicio militar, las dictaduras militares o en el sistema económico y jurídico internacional que empobrece continuamente a los países del Sur, en beneficio de los del Norte.

## Conflictos versus violencia
La violencia, puede ser entendida como el uso o amenaza de uso de la fuerza o de potencia, abierta u oculta, con la finalidad de obtener de uno o varios individuos algo que no consienten libremente de hacerles algún tipo de mal (físico, psíquico o moral).
Los conflictos son situaciones de disputa en los que hay contraposición de intereses, necesidades y valores. No debemos confundir conflicto con violencia puesto que hay conflictos que pueden resolverse sin el uso de la violencia, aunque no es posible que haya violencia sin conflicto (pero esto no quiere decir que el conflicto puede ser más o menos real para todo aquel que es objeto de la violencia). La violencia es un fenómeno social, que se aprende y por tanto también se debería poder desaprender. Por tanto, no se debe pretender eliminar los conflictos, puesto que estos son positivos en tanto que son oportunidades de transformación; se debe luchar a favor del no uso de la violencia para resolverlos.
Los conflictos, entendidos erróneamente como algo negativo, son connaturales a las relaciones humanas y positivos en tanto que implican cambios. Bien gestionados o regulados, pueden ser una excelente herramienta pedagógica o para la transformación social. Ahora bien, esto implica un trabajo, tanto de enseñar como de aprender a gestionar y transformar positivamente los conflictos. El problema con el conflicto empieza cuando las necesidades de dos o más personas/grupos son antagónicas, puesto que esto genera una crisis, difícil de resolver. Por eso, hay que poder abordar el conflicto antes de que llegue a la crisis.
Necesidad → Problema → Crisis

## Paz o violencia
La paz es considerada lo contrario y lo opuesto a la violencia. Es decir, la paz es no sólo la ausencia de guerra, sino también de violencias tanto individuales, como sociales y regionales. En este sentido, se han desarrollado en la Irenología, diversas propuestas de paces como alternativas, soluciones o contrapartes a los conflictos. Entre las más utilizadas o conocidas, encontramos a las siguientes:
- A la violencia directa: paz negativa, paz social y paz multicultural.
- A la violencia estructural: paz positiva y paz intercultural.
- A la violencia simbólica o cultural: cultura de paz, paz neutra, paz interna y paz transcultural.[8]
- A la ecoviolencia (o ecobiolencia): paz Gaia y ecopaz.[9][7]